# Marta Carvalho (singer-songwriter)
Marta Carvalho is een Portugese singer-songwriter.
Op haar zevende begon Carvalho te zingen in het plaatselijke kerkkoor. Later heeft ze onder meer gitaar en klarinet leren spelen.
In 2016 nam Carvalho deel aan de vierde editie van de Portugese versie van The Voice, waar ze een vierde plaats behaalde. Haar stijl valt onder soul en R&B.
Carvalho heeft de tekst en muziek geschreven voor Medo de sentir, de Portugese inzending voor het (afgelaste) Eurovisiesongfestival 2020.